# Djembé

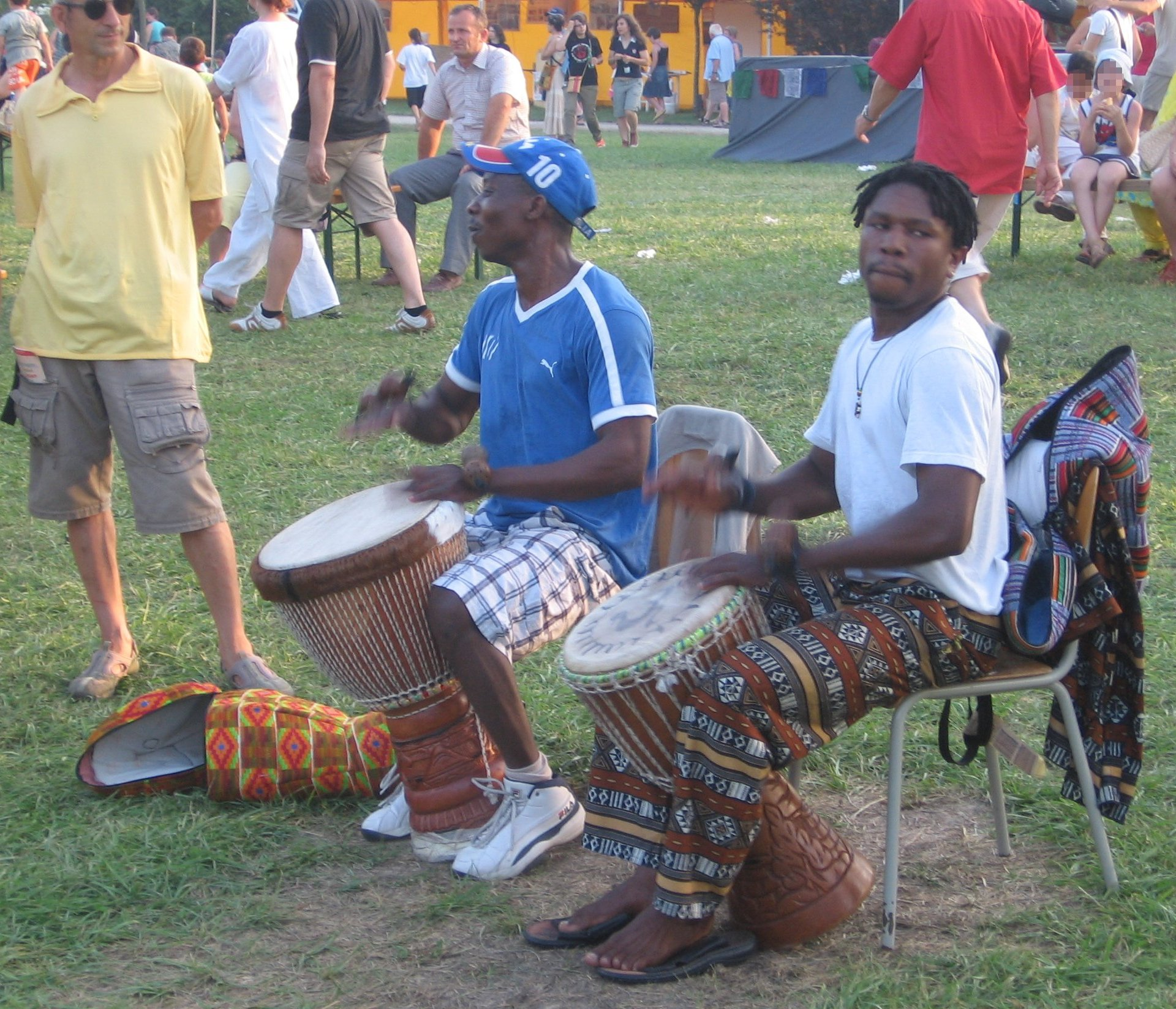
Joueurs de Djembé.

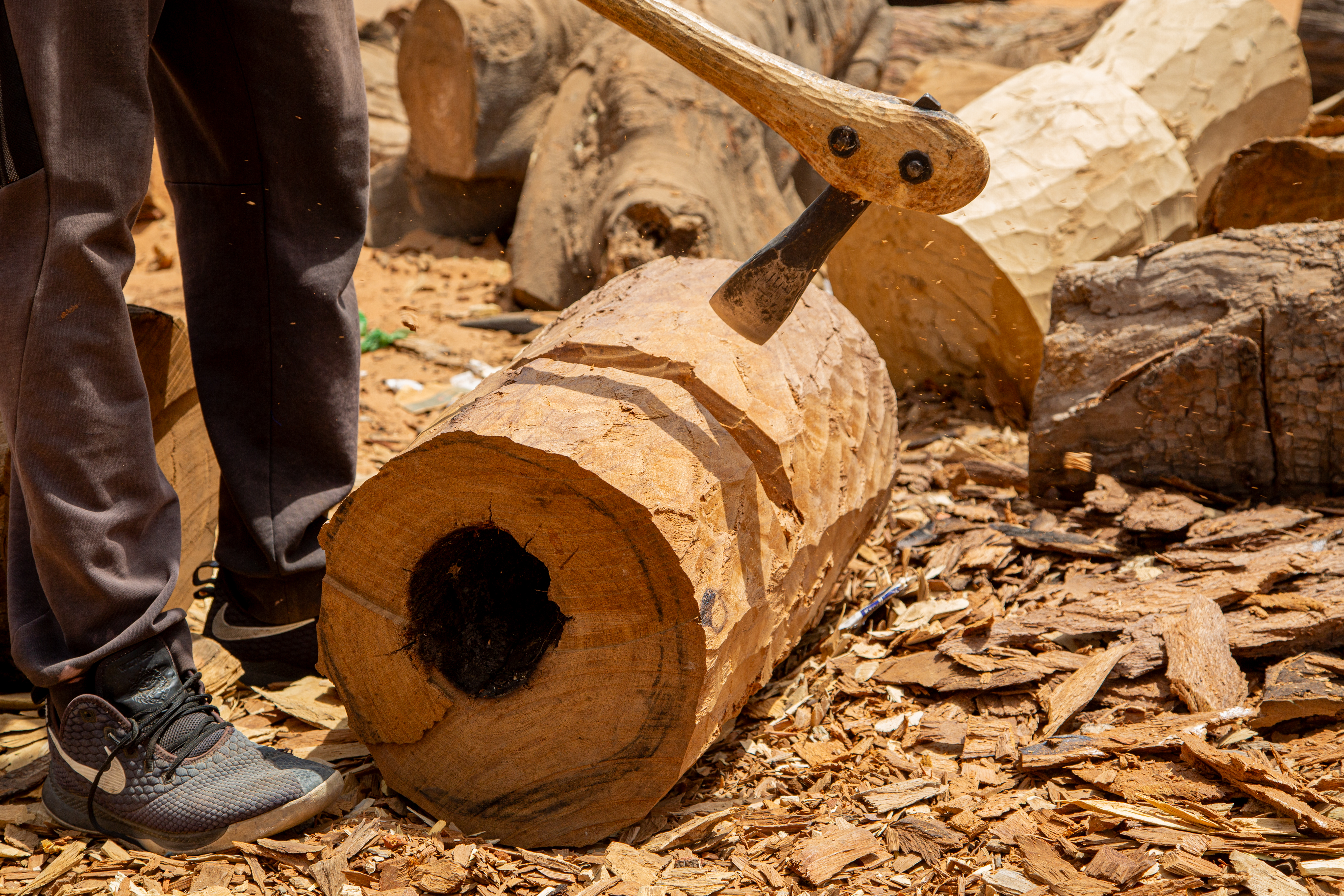
La fabrique du Djembé au Sénégal

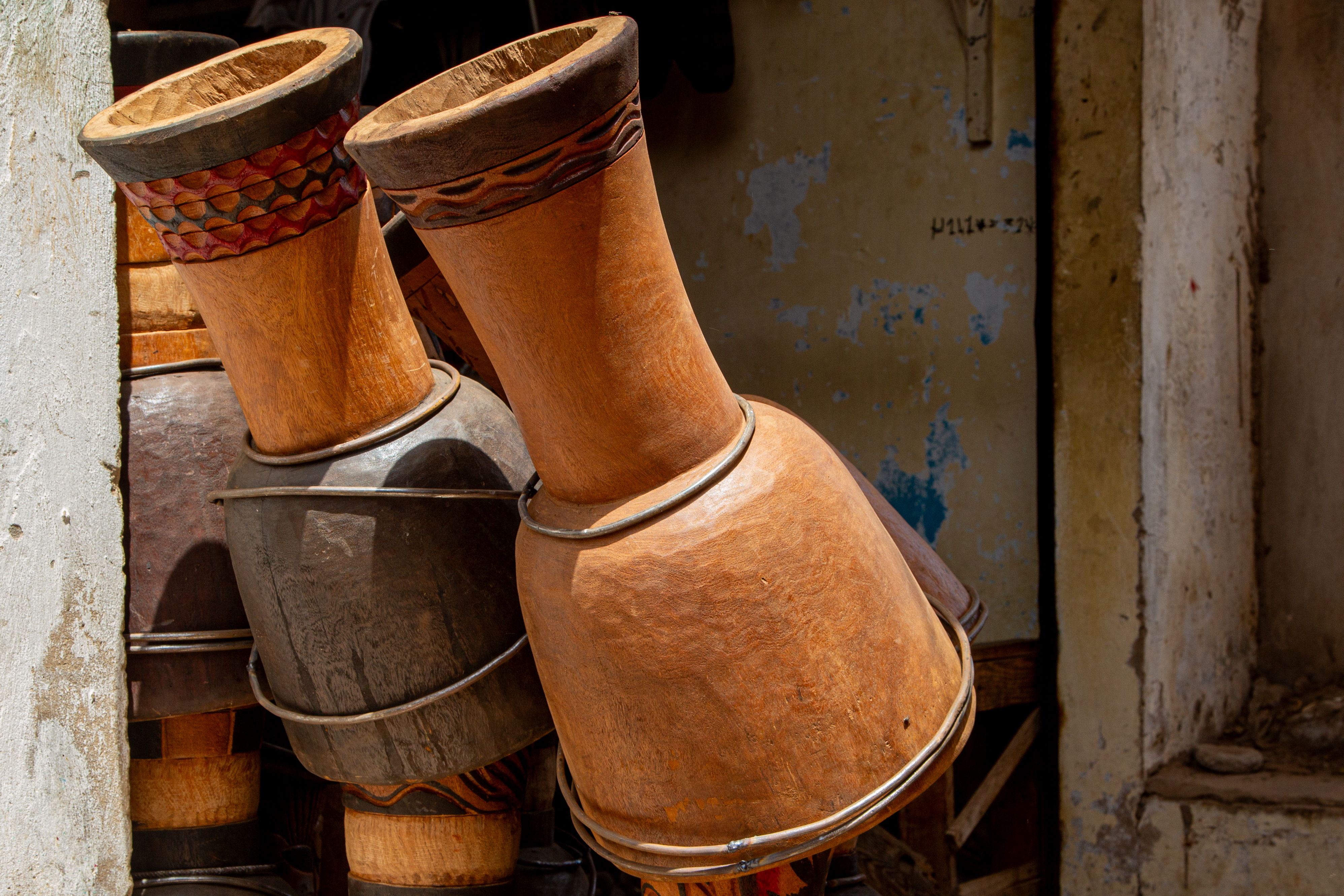
La finition de la fabrique du Djembé au Sénégal

Le Djembé  est un instrument de percussion mandingue composé d'un fût de bois en forme de calice sur lequel est montée une peau de chèvre ou d'antilope tendue grâce à un système de tension (originellement des chevilles en bois ou des cordes en peaux, maintenant le plus souvent utilisées sont des cordes synthétiques et des anneaux en fer à béton), que l'on joue à mains nues et dont le spectre sonore très large engendre une grande richesse de timbre. La forme évasée du fût viendrait de celle du mortier à piler le grain.

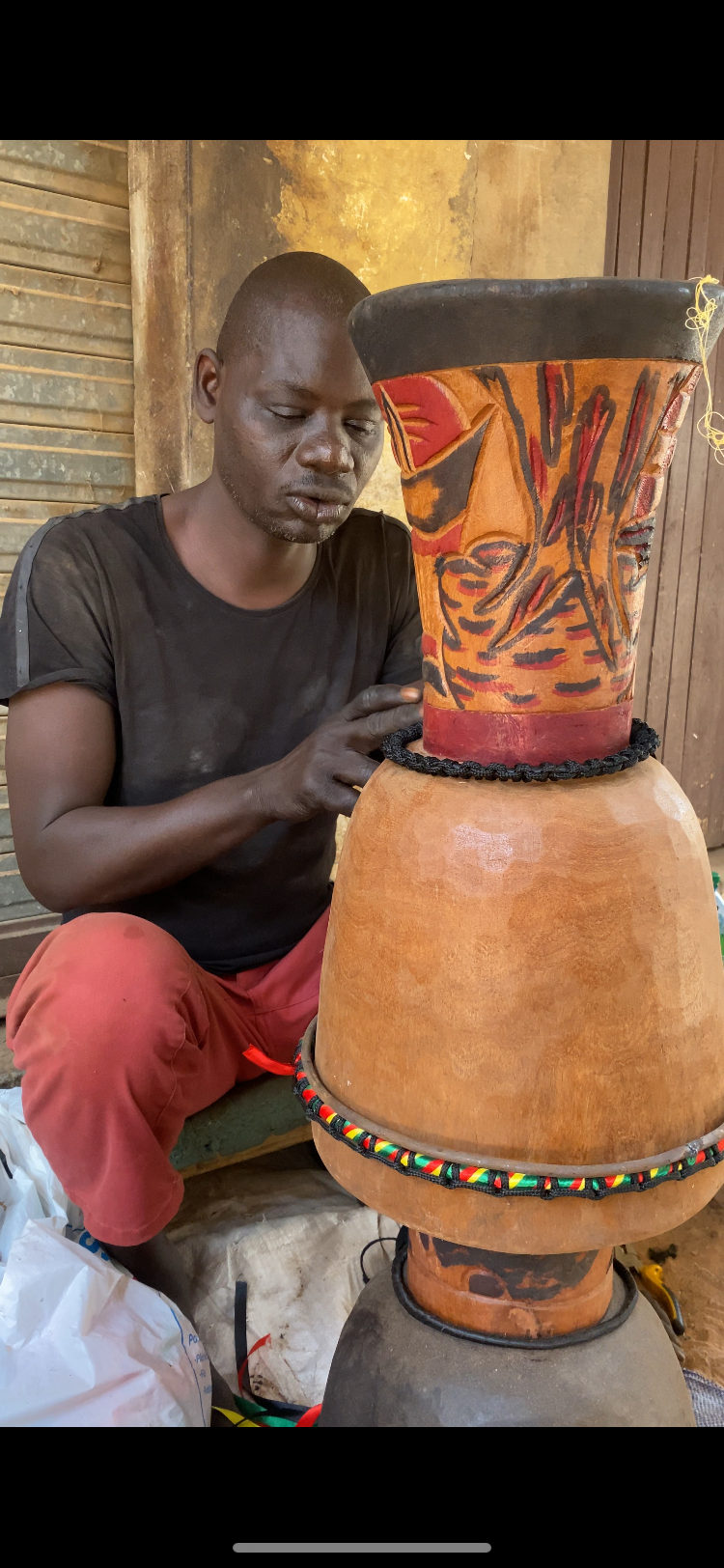
Le Djembé avec du bois

## Origine et évolution
Il vient de l'Afrique de l'Ouest, créé au sein de l'Empire Mandingue, dit aussi empire du Mali, mis en place par Soundiata Keïta au XIIIe siècle, qui s'étendait de la Guinée à l'est du Mali, et au nord de la Côte d'Ivoire en passant par le Burkina Faso.
Le djembé, appelé par les Soussous de Guinée « boté », fait partie d'un ensemble polyrythmique, et ne s'entend que très rarement seul. Les membres de cet instrumentarium sont le doundounba, le sangban, le kenkeni, plusieurs djembés d'accompagnement et un djembé soliste. De plus, il est presque indissociable de la danse africaine dont les phrases du soliste marquent les pas.
C'est dans les années 1950 que le djembé commence à s'exporter en dehors de l'Afrique, grâce à Fodéba Keïta et les ballets africains, puis grâce à la Guinée et son président Sekou Touré, qui érigea le  ballet national de la république comme vitrine de son régime.
C'est dans les années 1980 que le djembé conquit le monde, grâce à de grands djembefola (joueurs) issus des ballets nationaux (Mamady Keïta, le plus connu d'entre eux, mais aussi Amadou Kiénou, Famoudou Konaté, François Dembélé, Adama Dramé, etc.) qui jouent régulièrement et ont fondé des centres d'apprentissage, en Europe, aux États-Unis et au Japon.

Dans les années 2000, le djembé s'illustre hors de son contexte traditionnel pour accompagner des musiques résolument modernes. Dès 2002, le percussionniste de l'artiste américain Jason Mraz, Noel "Toca" Rivera propulse l'instrument modernisé dans la musique pop-rock avec une tournée en duo guitare et djembé. À partir de 2010, l'artiste française Christina Goh fait du djembé son seul instrument rythmique de base sur ses albums et ses concerts. La percussion accompagne des instruments électriques (guitare, basse 8 cordes) sur des titres blues et afro-rock.

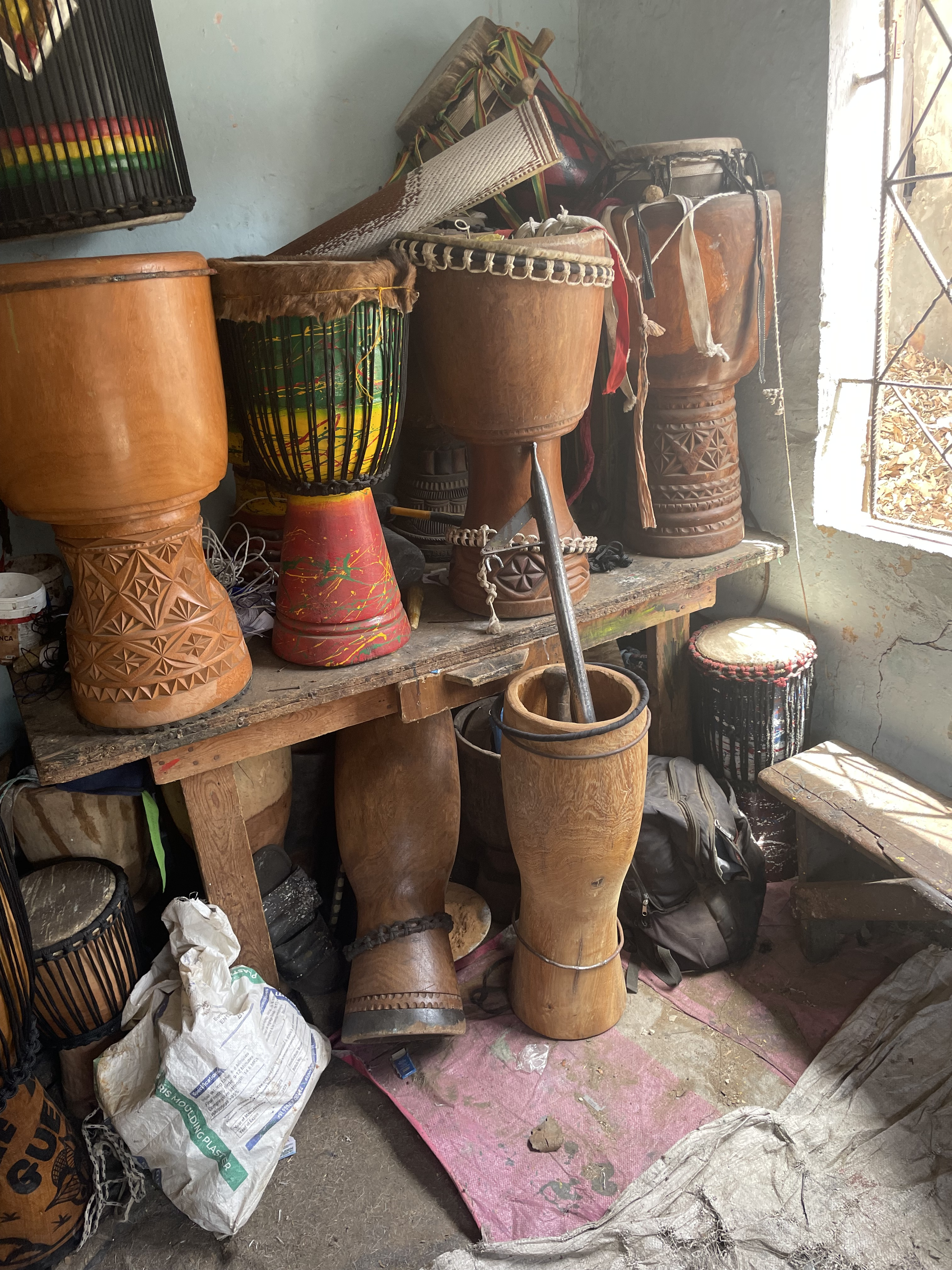
Pack de Diémbè en atelier au Sénégal

## Jeu

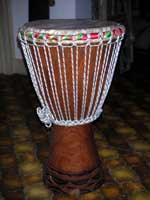
Djembé.

Le djembé est taillé en une seule pièce de bois massif composée de trois parties : 
- La tête, où le son prend forme, est tournée vers le ciel et se trouve en contact avec la peau.
- La voix est un passage, la partie intermédiaire où le son prend son ampleur et qui fait l'objet d'une cérémonie spécifique lors de sa conception.
- Le pied, tourné vers la terre, est l'amplificateur sonore de l'instrument.

Souvent, les solistes ajoutent des Seke-Seke, sortes « d'oreilles métalliques » qui résonnent avec les vibrations du djembé et qui aident à clarifier la tonalité de la peau.
Traditionnellement, les djembés ont une hauteur de 45 à 65 cm et un diamètre de 25 à 35 cm et sont taillés en bois de lengue, iroko, dugura, acajou, goni, djala, acacia, cola... On les monte avec une peau rasée d'antilope, de chèvre, de vache et parfois même de chameau, maintenue au moyen de trois cercles en métal et tendue à l'aide de cordages.

## Principaux sons du djembé
Les maîtres africains enseignent trois sons principaux : ils dépendent à la fois de l'endroit où l'on frappe la peau et de la manière dont la main est positionnée :
- le son « bas » ou « basse » : C'est un son grave, obtenu en frappant la partie centrale de l'instrument avec toute la main à l'exception du pouce qui est relevé. La main doit être suffisamment avancée pour ne pas être à cheval sur le bord du djembé, mais il n'est pas nécessaire d'avancer la paume jusqu'au milieu de la peau. La main ne doit pas rester collée sur la peau, car le son serait étouffé.
- le son « tonique » : C'est un son plein qui se situe dans les fréquences médianes. Pour obtenir ce son, on frappe le bord de la peau avec l'ensemble des doigts resserrés ; ni le pouce ni la paume de la main ne doivent toucher la peau (il est aussi possible d'obtenir ce son en jouant avec la main un peu plus avancée, jusqu'à environ un tiers de la paume). La main ne doit pas rester « collée » sur la peau, car celle-ci doit résonner librement. Le son doit être bref : on identifie souvent un problème de structure (mauvais profil de la frappe, cerclages supérieurs non parallèles au fût entraînant des irrégularités de tension de la peau...) ou de tension de la peau lorsque la « tonique » sonne long : généralement on perçoit des harmoniques métalliques.
- le son « claqué » : c'est le son le plus aigu, souvent considéré – à tort – comme le plus puissant (nb : chez Famoudou Konaté, comme chez d'autres grands djembéfolas, ce sont les toniques qui sont plus fortes que les claqués). On l'obtient de deux manières différentes : 	
  - la claque dite « malienne » est obtenue en avançant la main par rapport à la position du son tonique, de telle sorte que le pouce, qui est un peu relevé, soit presque au niveau du cerclage en fer. La main est légèrement en cuiller afin que seul le bout des doigts vienne frapper la peau (le bas de la paume vient en contact avec le bord du djembé). La position exacte dépend de la dimension du djembé, de la longueur des doigts de celui ou celle qui joue, etc. et ne peut être acquise que par la pratique. Le son ainsi obtenu est plus sec qu'avec la méthode qui suit.
  - la claque dite « guinéenne » est obtenue en adoptant sensiblement la même position que pour le son tonique mais en écartant légèrement les doigts ; c'est toute la surface des doigts, augmentée d'environ un tiers de la paume, qui vient claquer sur la peau. Là encore l'explication ne suffit pas; seule une pratique assidue et régulière permet de maîtriser les différents sons que l'on peut tirer d'un djembé.

En plus de ces trois sons principaux, il en existe d'autres que l'on retrouve dans le jeu traditionnel :
- le son « matté » : c'est le son étouffé, obtenu en empêchant la peau de vibrer. Une des deux mains est posée sur la peau (même position que pour la basse) pendant que l'autre frappe. Il existe donc le matté claqué et le matté tonique.
- le « fla » : Ce n'est pas un son à proprement parler, mais une technique de jeu intervenant dans de nombreux morceaux. Il s'agit de deux frappes très rapprochées dans le temps, se chevauchant presque et produisant une sorte de « mini-roulement ».

## Djembéfola notables
- Adama Koueta
- Amadou Kiénou
- Noumoudi Keïta
- Mamady Keïta
- Djembé Man
- Famoudou Konaté
- Fadouba Oulare
- Mamadou Sila « Faraba »
- Arouna Sidibe
- Brulaye Doumbia
- Maré Sanogo
- François Dembélé
- Ibrahima Saar
- Karim Tounkara
- Bakary Dembele
- « Petit » Adama Diarra
- Toumani Diawara « vieux »
- Adama Dramé
- Mansa Camio
- Baba Touré
- Séga Sidibé
- Mohamed Bangoura
- Soungalo Coulibaly

### Filmographie
- Le Djembe, film documentaire réalisé par Laurent Chevallier, CNC-Images de la culture, Paris, 1998, 50 min (VHS)
- Tambours et djembés du Burkina Faso, film documentaire réalisé par Patrick Kersalé, Sunset France, Boulogne, 2005, 1 h 09 min (DVD)